# Acrocystis
Acrocystis, monotipski rod crvenih algi u porodici Rhodomelaceae. jedini predstavnik je morska vrsta Acrocystis nana.